# Алекс ван Вармердам
Алекс ван Вармердам (нід. Alex van Warmerdam, нар. 14 серпня 1952, Гарлем, Нідерланди) — нідерландський кінорежисер, актор, сценарист, продюсер і композитор. Був автором сценарію і актором практично у всіх своїх фільмах. У більшості своїх фільмів грає головних героїв. Лауреат премії ФІПРЕССІ та Венеційського кінофестивалю 1996 року.

## Біографія
Народився в Гарлемі. У віці 5-6 років мріяв стати художником, 1974 року закінчив Академію Герріта Рітвельда з дипломом художника-графіка. Проте по закінченні академії швидко переорієнтувався на театр.
Алекс ван Вармердам став одним із засновників театральної трупи «Hauser Orkater», яка пізніше стала музично-театральною групою. 1980 року Алекс ван Вармердам разом зі своїм братом Марком заснував театральну трупу «De Mexicaanse Hond» («Мексиканський пес»). З цією назвою театр виступає з 1989 року.
1986 року Ван Вармердам поставив свій перший фільм «Абель» («Abel»), в якому виконав головну роль. Він також виступив як актор у більшості інших своїх фільмів, переважно, в головних ролях.
2013 року вільм ван Вармердама «Боргман» одержав запрошення на Каннський кінофестиваль 2013. Цей фільм був також офіційним кандидатом від Нідерландів на Оскара в категорії «Найкращий іноземний фільм», проте не потрапив до остаточного списку.
Алекс ван Вармердам є автором роману «Рука незнайомця» («De Hand van een Vreemde»).
Фільм Вармердама «Шнайдер проти Бакса» демонструвався в Києві у рамках 45-го Київського міжнародного кінофестивалю «Молодість».
Алекс ван Вармердам одружений з голландською акторкою Аннет Малерб, яка також знялася в більшості фільмів режисера. Подружжя має двох дітей. Їхній син Меєс (Mees) — музикант, який виконує музику на різних виставах театральної трупи De Mexicaanse Hond.

## Фільмографія
- 1986 — Авель / «Abel»
- 1992 — Люди півночі / «De Noorderlingen»
- 1996 — Сукня / «De Jurk»
- 1998 — Маленький Тоні / «Kleine Teun»
- 2003 — Нові казки братів Грімм / «Grimm»
- 2006 — Офіціант / «Ober»
- 2009 — Останні дні Емми Бланк / «De laatste dagen van Emma Blank»
- 2013 — Боргман / «Borgman»
- 2015 — Шнайдер проти Бакса / Schneider vs. Bax
- 2021 - Nr.10